# Louise (Misisipi)
Louise es un pueblo del Condado de Humphreys, Misisipi, Estados Unidos. Según el censo de 2000 tenía una población de 315 habitantes y una densidad de población de 715.4 hab/km².

## Demografía
Según el censo de 2000, había 315 personas, 117 hogares y 80 familias residiendo en la localidad. La densidad de población era de 715,4 hab./km². Había 125 viviendas con una densidad media de 283,9 viviendas/km². El 44,13% de los habitantes eran blancos, el 54,29% afroamericanos y el 1,59% asiáticos. El 0,32% de la población eran hispanos o latinos de cualquier raza.
Según el censo, de los 117 hogares en el 25,6% había menores de 18 años, el 45,3% pertenecía a parejas casadas, el 21,4% tenía a una mujer como cabeza de familia, y el 30,8% no eran familias. El 24,8% de los hogares estaba compuesto por un único individuo, y el 11,1% pertenecía a alguien mayor de 65 años viviendo solo. El tamaño promedio de los hogares era de 2,69 personas y el de las familias de 3,28.
La población estaba distribuida en un 26,3% de habitantes menores de 18 años, un 8,9% entre 18 y 24 años, un 26,0% de 25 a 44, un 24,8% de 45 a 64, y un 14,0% de 65 años o mayores. La media de edad era 34 años. Por cada 100 mujeres había 88,6 hombres. Por cada 100 mujeres de 18 años o más, había 75,8 hombres.
Los ingresos medios por hogar en la localidad eran de 28.750 dólares ($), y los ingresos medios por familia eran 31.875 $. Los hombres tenían unos ingresos medios de 25.625 $ frente a los 22.500 $ para las mujeres. La renta per cápita para la ciudad era de 14.658 $. El 13,2% de la población y el 14,0% de las familias estaban por debajo del umbral de pobreza. El 15,9% de los menores de 18 años y el 40,4% de los habitantes de 65 años o más vivían por debajo del umbral de pobreza.

## Geografía
Según la Oficina del Censo de los Estados Unidos, la localidad tiene un área total de 0,4 km², todos ellos correspondientes a tierra firme.